# Holmes megye (Ohio)
Holmes megye az Amerikai Egyesült Államokban, azon belül Ohio államban található. Megyeszékhelye és legnagyobb városa Millersburg. Lakosainak száma 44 223 fő (2020. április 1.). Holmes megye Wayne, Stark, Tuscarawas, Coshocton, Knox és Ashland megyékkel határos.

## Népesség
A megye népességének változása:
| Lakosok száma | 42 471 | 42 770 | 43 094 | 43 593 | 43 909 | 44 223 |
|               | 2010   | 2011   | 2012   | 2013   | 2015   | 2020   |